# Bayview (comté de Humboldt, Californie)
Pour les articles homonymes, voir Bayview.
Bayview est une census-designated place du comté de Humboldt, dans l'État de Californie, aux États-Unis,. En 2020, elle compte une population de 2 619 habitants.